# Zevendedagsbaptisten
De zevendedagsbaptisten of Zevendedags Baptisten zijn baptisten die de eredienst en wekelijkse rustdag niet (zoals de meeste christenen) op zondag houden, maar op sabbat (zaterdag). Zij doen dit op basis van het oudtestamentische vierde gebod, waarin de zevende dag van de week als rustdag wordt genoemd.
Zevendedagsbaptisten hanteren, evenals andere baptisten, de doop door volledige onderdompeling. Deze kan alleen plaatsvinden wanneer de dopeling tot bewust geloof in Jezus Christus is gekomen en openbare belijdenis heeft afgelegd. Zuigelingen worden om die reden niet gedoopt. Zevendedagsbaptisten hechten verder veel waarde aan de individuele vrijheid van denken over geloofspunten uit de Bijbel (zie geloofsbelijdenis) en velen beschouwen de Tien Geboden als de door God gestelde regels voor de mens in alle tijden.
Veel zevendedagsbaptisten geloven dat reeds in 1617 de eerste gemeente werd gesticht in Londen. De oudste bewaard gebleven documenten stammen evenwel uit 1651 en beschrijven een bijeenkomst in Londen in dat jaar. In de Verenigde Staten ontstond de eerste gemeente van zevendedagsbaptisten in 1671, in Newport. Ruim tweehonderd jaar later, op 13 oktober 1877, ontstond de eerste gemeente in Nederland. Vanuit een gemeente van zevendedagsbaptisten in Oost-Groningen ontstond, waarschijnlijk in 1887, de eerste Nederlandse gemeente van zevendedagsadventisten. Tegenwoordig zijn er vanuit hun ontstaan in Nederland gemeenten van de zevendedagsbaptisten in Haarlem, Amsterdam en Paramaribo. 
Wereldwijd zijn de zevendedagsbaptisten sinds 1964 verenigd in de Seventh Day Baptist World Federation. Deze SDB World Federation vertegenwoordigt naar verluidt zo'n 55.000 gelovigen wereldwijd. Vooral in India kent het zevendedagsbaptisme een vrij grote aanhang.